# Amellagou
Amellagou  (in arabo املاكو‎?) è un centro abitato e comune rurale del Marocco situato nella provincia di Errachidia, regione di Drâa-Tafilalet. Conta una popolazione di 4 975 abitanti (censimento 2014).